# Бабины (охотники)
Бабины — семья охотников из Кочковского района Новосибирской области. В Советское время занималась заготовкой пушнины для государства. Основной добычей для промысловиков были степные волки. Всего Бабиными было уничтожено 964 волка.

## Члены семьи
Фёдор Андреевич Бабин — охотник и фронтовой снайпер. Увлёкся охотой в 12 лет, сначала ставил капканы на лис, охотился на зайцев с помощью петли в колках и степях Каргатского района, откуда впоследствии переехал в Кочковский район вместе с семьёй. В период Великой Отечественной войны был разведчиком.
Ульяна Фёдоровна Бабина — дочь Фёдора Андреевича. В детстве отец начал обучать Ульяну стрельбе — сначала она должна была научиться сбивать язычок пламени у лампы выстрелом из ружья. Благодаря ежедневным тренировкам и упорному характеру девочка добилась результата. Когда ей исполнилось девять лет, родитель купил ей в Новосибирске двуствольное ружьё. В школьный период принимала участие в спортивно-стрелковых соревнованиях. После ухода Фёдора Андреевича на фронт Ульяна перестала ходить в школу и занялась промыслом  в охотничьих угодьях вместе с братом Николаем и сестрой Анной. В первый же зимний сезон они выполнили норму в 300 %. Министерство заготовок СССР внесло имя охотницы во Всесоюзную книгу почета. Была избрана делегатом XI съезда ВЛКСМ. Победительница социалистического соревнования среди девушек-охотниц Советского Союза.
Николай Фёдорович Бабин — брат Ульяны и Анны. Первую награду получил в подростковом возрасте за доблестный труд в тылу в период Великой Отечественной войны. Выполнил пять норм вместе с Ульяной, сдав с ней пушнину на одинаковую сумму — она убила 28 лис и 2 волка, Николай — 27 лис и 3 волка.
Анна Фёдоровна Бабина — сестра Ульяны и Николая. Также занималась охотой.
Ефросинья Александровна Бабина — жена Фёдора Андреевича. Первоначально ходила на промысел вместе с мужем, но после рождения детей бросила охоту и занялась обработкой пушнины.

## Виды охотничьей добычи
Помимо степных волков семья охотилась на лис, зайцев, белок, хорьков, добывала ондатру, заготавливала пернатую дичь.

## План по заготовке пушнины
С 1937 по 1949 год Бабины выполняли план по заготовке пушнины для колхозов «По стопам Ильича» и «Путь коммунизма» Кочковского района.

## Участие в охотничьем слёте
В декабре 1948 года семья участвовала в слёте молодых охотников в Новосибирске, на котором Ульяне подарили малокалиберную спортивно-охотничью винтовку.

## Награды
Семья промысловиков награждалась медалями, оружием и т. д.
По воспоминаниям одного из Бабиных их семья «13 раз становилась участницей ВДНХ, получая золотые, серебряные, бронзовые медали».